# Odilo (Bayern)

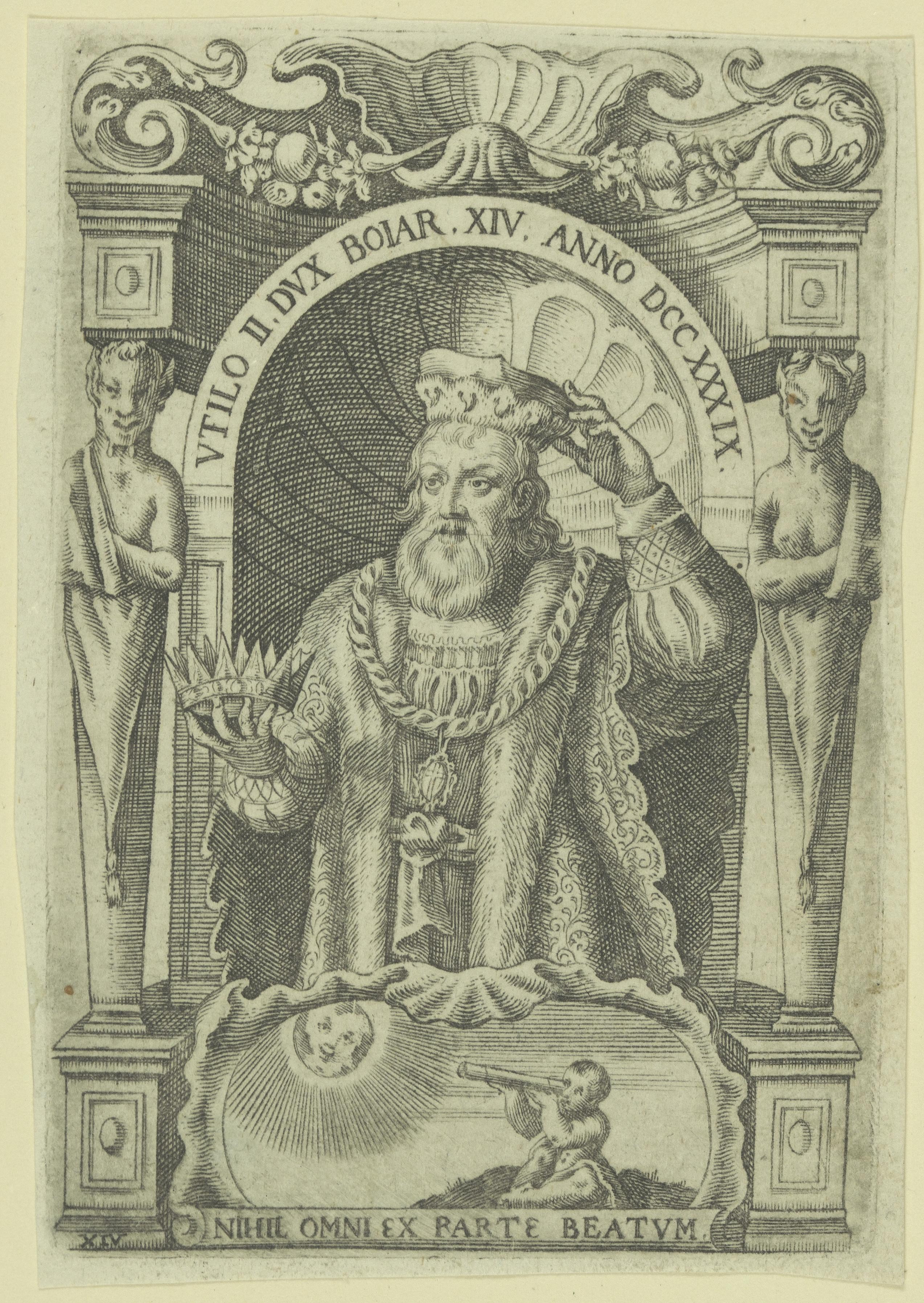
Odilo in einer Darstellung des 17. Jahrhunderts. Er bietet mit der Rechten eine Königskrone an und fasst mit der Linken nach seiner Herzogskrone (in Gestalt des erst 1623 für Bayern gewonnenen Kurhuts).

Herzog Odilo (* vor 700; † 18. Januar 748) war in den Jahren von 736 bis zu seinem Tod Herzog der Bajuwaren in Baiern.

## Leben
Odilo, ein Sohn von Gotfrid, stammte aus dem alamannischen Zweig des Geschlechts der Agilolfinger.
Im Jahr 736 erfolgte der Regierungsantritt Herzog Odilos als Nachfolger Hugberts. Odilo verwirklichte im Jahr 739 die bairische Diözesaneinteilung. Die Bistümer Regensburg, Freising, Passau und Salzburg wurden kirchenrechtlich gegründet und ihre Grenzen festgelegt; der Herzog blieb aber Kirchenoberhaupt.
Während eines Aufenthaltes am Hofe des fränkischen Hausmeiers Karl Martell hatte Odilo eine Beziehung mit Hiltrud, der Tochter von Karl Martell. Aus dieser Beziehung ging der spätere Herzog Tassilo III. hervor. Die schwangere Hiltrud floh nach dem Tod ihres Vaters von dessen Hof zu Odilo und heiratete Odilo im Jahr 741 noch vor der Geburt von Tassilo. Mit Karl Martells Söhnen Karlmann und Pippin dem Jüngeren kam es im Jahr 743 zu einem Konflikt, auch wegen der als Brautraub (wenn auch mit Zustimmung der Braut) aufzufassenden Flucht von Hiltrud zu Odilo. Odilo unterlag in der Schlacht bei Epfach am Lech, floh und musste dann mit dem Friedensschluss von 744 die fränkische Oberhoheit über Baiern bestätigen. Odilo behielt sein Herzogtum. Später im Jahr führte Karlmann dann noch eine Strafexpedition gegen die Ostsachsen durch, die mit Odilo in den Kampf gezogen waren.
Herzog Odilo starb im Jahr 748. Nach seinem Tod versuchte Grifo, Baiern aus der Oberhoheit des Frankenreiches zu befreien. Zusammen mit dem Grafen Swidger entführte er die Witwe Odilos und dessen Sohn, den späteren Tassilo III.
Pippin musste im Jahr 749 erneut gegen das bairische Stammesherzogtum ziehen. Nach seinem Sieg wurde Odilos Sohn Tassilo III., geb. 741, unter der Vormundschaft seiner Mutter Hiltrud zum Nachfolger seines Vaters ernannt.
Odilo gilt als Gründer der Klöster Benediktbeuern im Jahr 739, Niederaltaich (mit Pirmin) im Jahr 741 und Mondsee im Jahr 748 im heutigen Oberösterreich und noch einer Reihe weiterer Klöster, darunter die Zelle zu Chammünster.
Herzog Odilo wurde im Kloster Gengenbach im Ortenaukreis, das von Pirmin bereits im Jahr 727 gegründet wurde, beerdigt.

## Lex Baiuvariorum
Herzog Odilo veranlasste auch die Niederschrift der Lex Baiuvariorum, der ältesten Sammlung von Gesetzen des bairischen Stammesherzogtums. Der Text ist auf Latein verfasst.